# 鳴子火山群
鳴子火山群（なるこかざんぐん）は宮城県北西部にある活火山。栗駒国定公園内に位置する。

## 概要
直径約7kmの不鮮明な輪郭をもつカルデラとその中央部の溶岩ドーム群からなる活火山の火山群。溶岩ドーム群は、直径約400mの火口湖「潟沼」を取り囲む様に位置し、南東から北西に連なる尾ヶ岳（おがたけ, 470.3m）、中ノ岳（なかのだけ, 440m）、胡桃ヶ岳（くるみがたけ, 461.4m）、その北西に位置する松ヶ峰（まつがみね, 368m）、西に連なる鳥谷ヶ森（とやがもり, 394m）などで構成される。最高点は尾ヶ岳(470.3m)。

## 火山活動
現在も潟沼の内外や、その西側の鳥谷ヶ森の壁では盛んな噴気活動が見られる。
火山体の基盤は砂礫層で、胡桃ヶ岳－松ヶ峰間の標高340mまで砂礫層が露出する。鳴子火山噴出物の一部は、鳴子湖成層に凝灰岩として挟まれ、一部は明らかに湖成層上に堆積し、湖盆から火山活動が始まったことを示している。
鳴子火山のうち、鳥谷ヶ森は溶岩直下の砂礫層中の樹幹の年代測定により、約11,800年前頃から開始したと推定される。また、山麓部では腐植土中に鳴子火山起源の火山灰が分布しており、その噴出年代は約5,400年前以降と推定される。溶岩ドーム形成後の地熱活動により、2,000〜3,000年前に水蒸気爆発が発生している。尾ヶ岳・胡桃ヶ岳の円頂丘が形成された後、松ヶ峰・鳥谷ヶ森の盾状火山が形成されたと考えられる。これらの溶岩ドーム群のほか、周辺には溶岩流、10個以上の爆裂火口などもみられ、小規模ながらも火山としてのさまざまな地形、地質現象に富む。
過去の火山活動の様子は3つに大別される。
- カルデラ形成以前：降下軽石を伴う噴火活動で、19万年前の岩出山軽石、11〜12万年前の一迫軽石を噴出した[6]。

- カルデラ形成期：大規模な火砕流を伴う2度の噴火活動で、7.3万年前の荷坂凝灰岩及び、4.5万年前の柳沢凝灰岩を噴出した[6][7]。
- 後カルデラ期：溶岩ドーム（胡桃ヶ岳、尾ヶ岳、鳥谷ヶ森、松ヶ峰）の形成[4][8]、2万1千年前の鳴子潟沼－上原テフラを噴出[4]、3,000年前の水蒸気爆発による火山灰降下[3]。

### 有史以降
837年（承和4年）：『続日本後紀』に噴火活動に伴う温泉流出の記述があり、降下火山灰層から水蒸気爆発と見られる。

## 人間との関わりの歴史

### 古代
正史には玉造の温泉石神、温泉神の2柱が登場する。837年に温泉石神の噴火を伝え、6年後の843年に温泉神が神階の陞叙を受けている。噴火の記録には「鎮謝災異、教誘夷狄」の記述があり、大和朝廷による蝦夷征服との関連がうかがえる。
- 837年（承和4年）4月：『続日本後紀』に「玉造塞温泉石神、雷響振動、昼夜不止、温泉流河、其色如漿、加以山焼谷塞、石崩木折、更作新沼、沸声如雷、如此奇恠不可勝計、仍仰国司、鎮謝災異、教誘夷狄」の記述がある[9]。
- 843年（承和10年）9月：無位の温泉神に従五位下の神階が贈られる[10]。
- 927年（延長5年）：『延喜式』に「温泉石（ゆのいしの）神社」「温泉（ゆの）神社」の2柱が記載される。

### 近世
仙台藩が安永年間にまとめた『風土記御用書出』には、大口村分に嶽山として「大くわ山（尾ヶ岳）」「くるミ嶽（胡桃ヶ岳）」の表記が、鳴子村分に御林として「鳥屋ヶ森御林（鳥谷ヶ森）」の表記がある。鳴子村は岩出山伊達氏の知行地だが、御林は仙台藩が直接管理し保護していた。

### 近代・現代
1902年時点で噴気孔での硫黄の採掘が行なわれていた。太平洋戦争がはじまると潟沼の北岸に硫黄製錬所ができた。上野々スキー場と合わせ、鳴子火山群の外輪山を巡るルートがスキーツアーコースとして知られた。
- 1968年（昭和43年）7月22日：栗駒国定公園に指定[17]。

## 登山
胡桃ヶ岳、中ノ岳、松ヶ峰に地元の有志の方々が整備する登山コースがある。中ノ岳は眺望が良く、潟沼だけでなく、川渡方面へ大崎耕土が一望できる。
胡桃ヶ岳登山口
胡桃ヶ岳登山口→胡桃ヶ岳山頂　距離0.4km, 標高差160m
中ノ岳登山口
中ノ岳登山口→胡桃ヶ岳－中ノ岳分岐→中ノ岳山頂　距離0.5km, 標高差140m

## 近隣の山
- 花渕山（984.6m）
- 小柴山（1,055.8m）
- 禿岳（1,261.7m）
- 荒雄岳（984.2m）